# エルパーの戦い (1809年)
エルパーの戦い（独：Gefecht bei Ölper）は1809年8月1日、ブラウンシュヴァイク近郊の村、エルパー (de:Ölper) で発生したヴェストファーレン王国（フランスの衛星国）の部隊と、ブラウンシュヴァイク＝エールス公フリードリヒ・ヴィルヘルム率いる黒い軍勢の戦闘である。

## 前史
イエナ・アウエルシュタットの戦いでブラウンシュヴァイク＝ヴォルフェンビュッテル公カール・ヴィルヘルムは致命傷を負った。彼は死の床で、その息子フリードリヒ・ヴィルヘルムを後継者に指名する。この戦いでプロイセン軍 (Prussian Army) の総司令官としての役割を担っていたカール・ヴィルヘルムの所領、ブラウンシュヴァイク＝ヴォルフェンビュッテル侯領はナポレオンとの戦いで中立を保っていたが、フランス皇帝は1807年にブラウンシュヴァイク家が統治を停止したと宣言し、侯領を解体すると「デパルトマン・デュ・ロケール (de:Département de l’Ocker) 」としてヴェストファーレン王国に併合した。

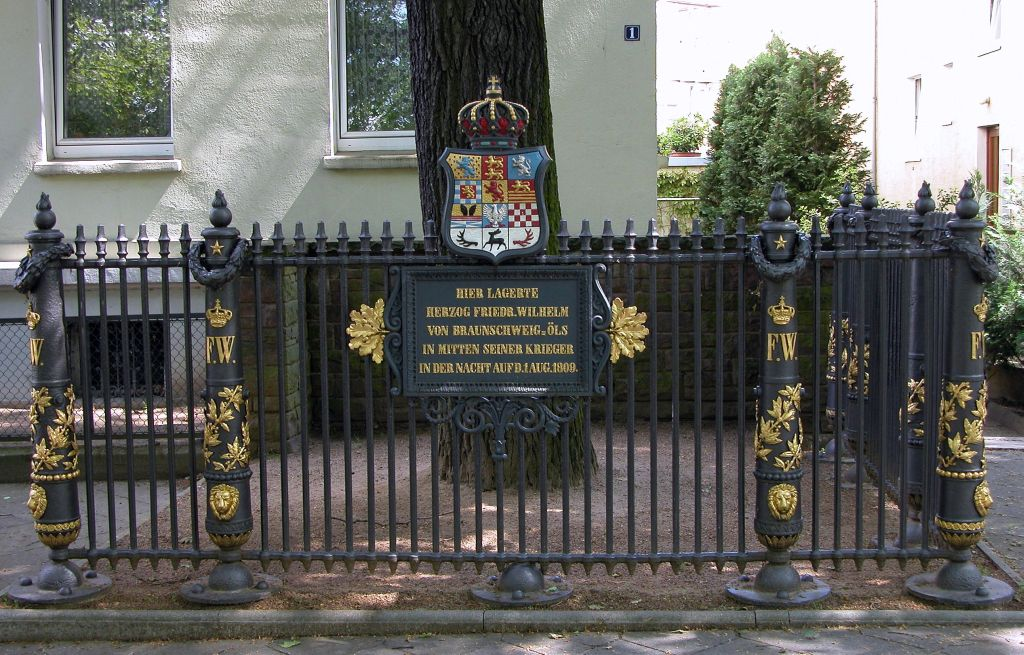
ブラウンシュヴァイク、アム・ノイエン・ペトリトーレ付近のペトリトーアヴァルにある フリードリヒ＝ヴィルヘルム＝アイヒェ。 戦いの前夜、「黒公爵」はこの木の下で休息したと伝わる。

この状況を無抵抗で甘受する気になれなかったフリードリヒ・ヴィルヘルムは、オーストリア皇帝フランツ1世に仕官を申し出ると1809年2月25日のウィーン協定 (de:Konvention von Wien) で2000名の援軍を約束するとともに、その装備を自弁した。この部隊は、その黒い制服から黒い軍勢とも呼ばれる。オーストリアがヴァグラムの戦いの後にナポレオンと講和すると、フリードリヒ・ヴィルヘルムは部隊とともに自力で北ドイツを突破し、北海沿岸からイギリスに渡り、その旗下でナポレオンに抗い続けようと決意する。そして7月29日にハルバーシュタット (Halberstadt) を占領すると、彼とその「黒い軍勢」はブラウンシュヴァイクに到達した。市民は喜んで公を歓迎したが、早くも翌朝にはジャン＝ジャック・リュベル (de:Jean-Jacques Reubell) 将軍率いるヴェストファーレン王国の師団5000名が、北方から町に接近中であるという報告を受けた。

## 戦いの経過

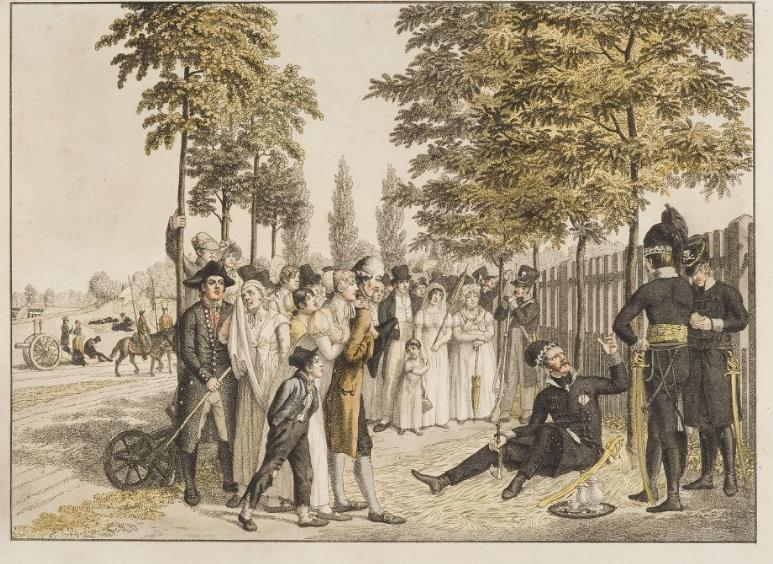
同時代の銅版画。戦いの前日、ブラウンシュヴァイク市外で休息する黒公爵。現在の風景については、上の写真を参照。

兵力に劣る「黒い軍勢」は、さらにハルバーシュタットから進攻するホラント王国の師団に脅かされていた。これら二つの師団に挟撃されないよう、フリードリヒ・ヴィルヘルムはブラウンシュヴァイクの北方、エルパー村付近でヴェストファーレン軍と対峙し、最終的に北に向けて突破することにした。
午後2時頃、「黒い軍勢」はハルバーシュタットで鹵獲した物資で武装済みのブラウンシュヴァイク市民、約200名の増援とともにエルパーへ出発し、そこで陣を敷いた。ゲオルク・ルートヴィヒ・コルフェス (de:Georg Ludwig Korfes) 少佐は、敵軍による側面攻撃を阻むためオーカー川に掛かる橋を破壊した。
およそ1時間後、リュベル将軍の部隊はエルパ―近郊に到着した。その先鋒を進んでいたヴェストファーレン王国第1胸甲騎兵連隊 (de:1. Westfälisches Kürassier-Regiment) は、すぐに火網に捉えられ退く。それから前進して来たヴェストファーレン王国第1歩兵連隊を前に、フリードリヒ・ヴィルヘルムは南へ退いてエルパー村を明け渡し、高地に陣取る砲兵と合流した。さらに来攻するヴェストファーレン歩兵を、そこから撃退できたのである。

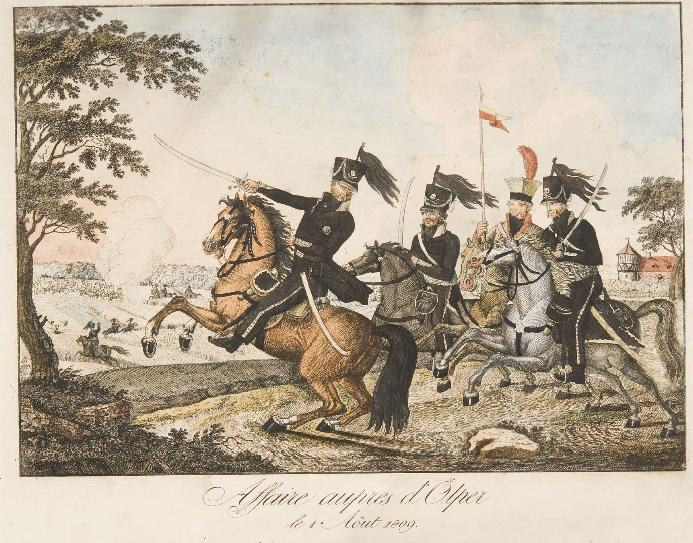
同時代の銅版画。エルパーの戦場における黒公爵。

続いてブラウンシュヴァイク勢は、先頭に立つフリードリヒ・ヴィルヘルムとともに反攻に移った。その際、彼の馬は殺されたが自身は無傷であった。しかし、前進中のある中隊の指揮官、ラビール大尉が戦死すると「黒い軍勢」はエルパー村を奪還することなく撤収する。
直後に行われたヴェストファーレン軍の反撃も失敗した。さらにエルンスト・フォン・シュラーダー (de:Ernst von Schrader) 少佐指揮下のフザールが、豪胆な反攻でなおも損害を加え、ヴェストファーレン軍の戦列を大い混乱させる。
また砲撃の応酬によってブラウンシュヴァイク側は1門の大砲を失ったが、もう大がかりな攻撃が実施されることはなかった。フリードリヒ・ヴィルヘルムは夜襲を計画したが、それを予期していたリュベル将軍はその前にエルパ―から撤収した。

## 損害

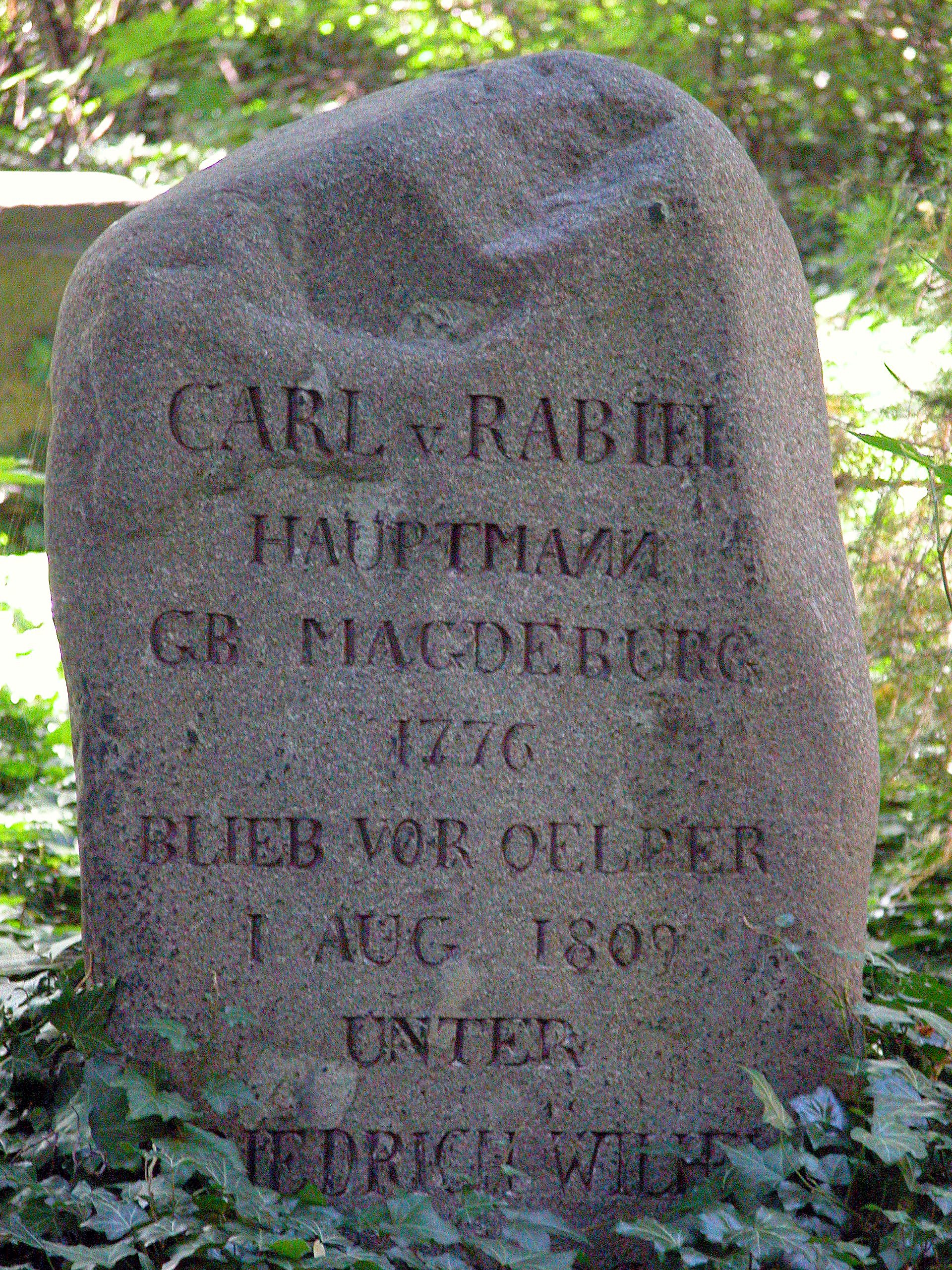
ブラウンシュヴァイクの十字架修道院の墓地にある、カール・フォン・ラビール大尉の墓。

兵力で遥かに勝ったヴェストファーレン軍の損害は、200名から500名とされている。「黒い軍勢」の犠牲者の数は40名（戦死22名、行方不明18名）から86名（戦死24名、負傷者62名）の間で揺れているが、実際にはそれより多かったと見られている。

## 結果と影響

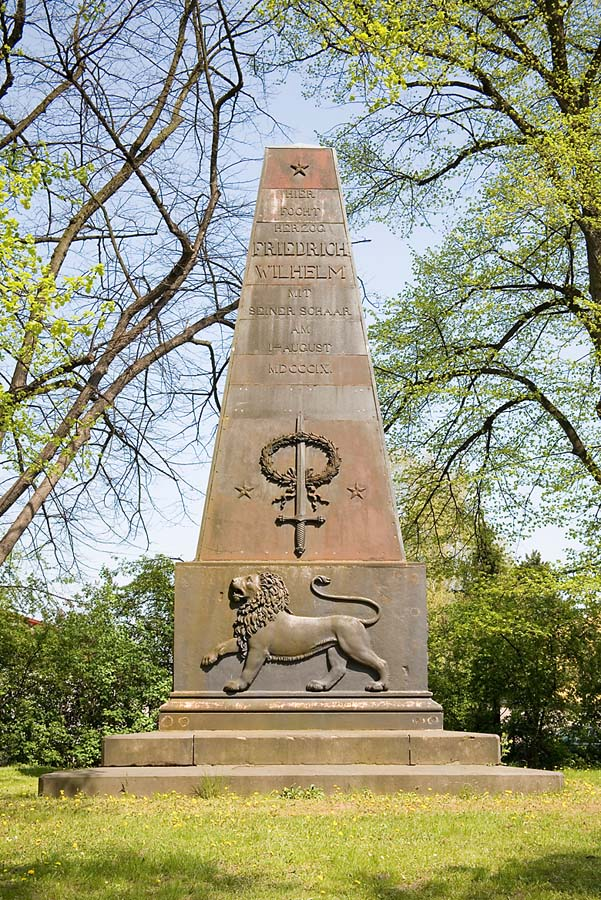
エルパーの戦いを記念するオベリスク。

フリードリヒ・ヴィルヘルムはいくつか戦術的な誤り（エルパーからの撤退と、その後の奪還の試みや全体的な戦況の観察不足、そして兵力の一部しか指揮できなかったこと）を犯したと言われてきたが、ブラウンシュヴァイク側が数に勝る敵軍と勇敢に戦い、勝利を収めた事実は動かし難い。これは以前、ハルバーシュタットでヴェストファーレン軍の連隊を破っていた「黒い軍勢」が戦闘経験と士気に勝っていたことと、リュベル将軍にためらいがあったことに原因がある。その日の終わり、戦場を制していたのはヴェストファーレン軍であったが、夜に入ってエルパーから撤収している。さらに同軍は「黒い軍勢」を打ち破ることも、その北海への脱出行を阻止することもできなかった。ブラウンシュヴァイクの軍団は8月2日に出発し、リュベル将軍の部隊に追跡されながらツェレ、ハノーファー、ニーンブルクとデルメンホルストを経由して8月7日、エルスフレート (Elsfleth) に到達した。そこからヘルゴラント島、続いてワイト島に移動している。フリードリヒ＝ヴィルヘルム公はその部隊とともにイギリス軍に加わり、1810年から1814年までウェリントン公に従ってポルトガルとスペインで戦った。
リュベル将軍はその失態によってナポレオンから解任されたが、問責される前にアメリカへの逃亡に成功している。
「黒公爵」ことフリードリヒ・ヴィルヘルムの二人の息子、後のブラウンシュヴァイク公カール2世とヴィルヘルムは1824年と1833年に1809年を記念する名誉十字章を制定し、この戦いの参加者に授与している。

## 文献
- Detlef Wenzlik: Unter der Fahne des Schwarzen Herzogs. Hamburg 2002.
- オットー・フォン・ピーフカ (Otto von Pivka) : The Black Brunswickers (Osprey Men-at-Arms). Oxford 1973.
- Gustav von Kortzfleisch: Geschichte des Herzoglich Braunschweigischen Infanterie-Regimentes und seiner Stammtruppen 1809–1902. 3 Bände. Limbach, Braunschweig 1896–1903. Bd. 1: 1809–1867. Das schwarze Korps 1809 und das Englisch-Braunschweigische Infanterie-Regiment bis 1814. Kapitel I: Das schwarze Korps. 1809. Untertitel 6: In der Heimath. August. S. 99–114 (Digitalisat von Bd. 1 der UB Braunschweig).
- Gustav von Kortzfleisch: Des Herzogs von Braunschweig Zug durch Norddeutschland im Jahre 1809. Mittler, Berlin 1894 (Digitalisat der UB Braunschweig).
- Willi Müller: Das Gefecht bei Ölper am 1. August 1809. In: ニーダーザクセン地方史年鑑 (de:Niedersächsisches Jahrbuch für Landesgeschichte)  1, 1924, S. 156–197 (Digitalisat des Zeitschriftenbandes, PDF).
- ヘルマン・フォーゲス (de:Hermann Voges) : Zur Geschichte des Gefechtes bei Ölper am 1. August 1809. In: Niedersächsisches Jahrbuch für Landesgeschichte 3, 1926, S. 168–173 (Digitalisat des Zeitschriftenbandes, PDF).